# Théodore Aubert
Théodore Aubert, né le 8 septembre 1878 à Genève et mort dans la même ville le 19 janvier 1963, est un avocat et une personnalité politique suisse, membre de l'Union de défense économique (UDE), puis de l'Union nationale (U.N.).

## Biographie
En tant qu'avocat, il a défendu et obtenu l'acquittement de l'émigré impérialiste russe Moritz Conradi qui a assassiné en 1923 un diplomate soviétique envoyé en Suisse dans le cadre de la Conférence de Lausanne 1922-1923, Vaclav Vorowsky. Aubert a fondé l'Entente internationale anticommuniste en 1924. Il est secrétaire romand de la Fédération patriotique suisse.
En tant que politicien, il est le premier président de l'UDE entre 1923 et 1925, qu'il participe à fonder. Il est en outre député UDE au Grand Conseil de Genève pendant deux législatures de 1921 à 1927. Élu ensuite en 1935 au Conseil national sous l'étiquette U.N., il y siège au sein du groupe libéral. En 1937, il vote contre une initiative anti-franc-maçons, ce qui amène l'U.N. à lui demander de démissionner. Refusant d'obtempérer, il se sépare de l'U.N. et siège jusqu'en 1939 en tant qu'indépendant. Il est également député d'une milice bourgeoise suisse, la Fédération patriotique suisse.